# Johannes Hofmann (Bibliothekar)
Gustav Julius Johannes Hofmann (* 13. Oktober 1888 in Dresden; † 4. April 1954) war ein deutscher Bibliothekar und Leiter der Stadtbibliothek Leipzig.
Hofmann war der Sohn des Kaufmanns Carl Hofmann und seiner Frau Martha, geb. Kammsetzer. Er besuchte bis 1908 das Kreuzgymnasium und studierte Geschichte und Germanistik in Freiburg i. Br., Genf, Berlin und Leipzig. An der Universität Leipzig wurde er 1913 zum Dr. phil. promoviert.
Ab 1914 war er Volontär an der Universitätsbibliothek Leipzig. Nach Teilnahme am Ersten Weltkrieg und schwerer Verwundung begann er 1915 als Hilfsarbeiter an der Stadtbibliothek Leipzig. Ab 1916 war er Stadtbibliothekar und von 1925 bis 1945 leitete er die Stadtbibliothek und das Ratsarchiv Leipzig. Er modernisierte die Bibliothek und leitete den Ausschuss für die Einband-Katalogisierung. Im NS-Staat gehörte er zu den Parteigängern und war stolz darauf, den Bibliotheksbetrieb trotz des Krieges aufrechtzuerhalten. Im Sommer 1945 wurde er entlassen.
Seit 1912 war er mit Johanna Hempel verheiratet, Tochter des Fabrikbesitzers August Hempel aus Plauen. Das Ehepaar hatte einen Sohn.

## Publikationen
- Die erste deutsche Schriftstellerorganisation und die Schriftstellerbewegung, Verlag K. Scholtze, 1921
- Die Bibliothek Leipzig und ihre Kleinodien. Festschrift zum 250jährigen Bestehen, Leipzig 1927
- Vom ersten deutschen Schriftstellerbund im Jahre 1842 zur Reichsschrifttumskammer im nationalsozialistischen Deutschland, in: Der deutsche Schriftsteller, Dezember 1937
- Kostbare Bucheinbände der Leipziger Stadtbibliothek und ihre Katalogisierung / zum Gutenbergjahr, im Auftr. des Oberbürgermeisters der Stadt Leipzig, hrsg. von Johannes Hofmann, Leipzig: Harrassowitz, 1940